# Ingo Kramer
Ingo Kramer (* 25. Januar 1953 in Bremerhaven) ist ein deutscher Unternehmer. Er war von 2013 bis 2020 Präsident und ist seitdem Ehrenpräsident der Bundesvereinigung der Deutschen Arbeitgeberverbände.

## Biografie

### Ausbildung, Beruf und Familie
Kramer ist der Sohn des Unternehmers und Bremischen Bürgerschaftsabgeordneten (FDP, 1955 bis 1963) J. Heinrich Kramer (1907–1986). Er studierte an der Universität Karlsruhe (TH) und schloss 1979 das Studium als Wirtschaftsingenieur ab.
Er war 1980/81 bei der Firma Mannesmann/Demag in Duisburg tätig. Von 1982 bis Ende Januar 2018 war geschäftsführender Gesellschafter in der J. Heinr. Kramer Gruppe in Bremerhaven. Nach Übergabe der
Geschäftsführung an die nächste Generation ist er heute Gesellschafter des Unternehmens. Die Firmengruppe, 1901 von Johann Heinrich Kramer als Handwerksbetrieb gegründet, ist in den Geschäftsfeldern Schiffsbetriebstechnik, Offshore-Industrie, Chemie, Energiewirtschaft, Müllverbrennung, Windkraft, Dampferzeugung, Lebensmitteltechnologie und Pharmaindustrie tätig.
Er ist verheiratet und hat vier Kinder.

### Weitere Mitgliedschaften
Von 1987 bis 1992 war Kramer Fraktionsvorsitzender der FDP in der Bremerhavener Stadtverordnetenversammlung. Von 1996 bis 2002 war er Präsident der Industrie- und Handelskammer Bremerhaven. 2001 wurde er Member of the Board of Governors der Jacobs University Bremen. 2002 erfolgte seine Wahl zum Präsidenten der Unternehmensverbände im Lande Bremen. Er ist Honorarkonsul der Republik Haiti. Ferner engagiert er sich in der Deutschen Gesellschaft zur Rettung Schiffbrüchiger als Vorstandsmitglied, aber auch in Einsätzen auf einem Seenotrettungskreuzer.
2003 wurde Kramer Präsidiumsmitglied bei der Bundesvereinigung der Deutschen Arbeitgeberverbände (BDA), 2004 Vizepräsident und Schatzmeister des Instituts der deutschen Wirtschaft (IW), 2007 Präsident des Arbeitgeberverbandes Nordmetall, 2008 Schatzmeister des Arbeitgeberverbandes Gesamtmetall und von 2010 bis 2023 war er Vorstandsvorsitzender der Stiftung der Deutschen Wirtschaft.
Von November 2013 bis 2020 war Kramer als Nachfolger von Dieter Hundt Präsident der BDA. Nachfolger wurde Rainer Dulger. Seit Mitte 2021 ist Kramer Vorsitzender der Lateinamerika-Initiative der Deutschen Wirtschaft (LAI).

## Ehrungen
- 1993 ernannte die Hochschule Bremerhaven Kramer zum Ehrenbürger.
- 2014 wurde er mit der Reinhold-Maier-Medaille ausgezeichnet.